# ギテルマン症候群
ギテルマン症候群（gitelman syndrome）とは、低カリウム血症＆低マグネシウム血症を引き起こす先天性尿細管機能障害のことである。

## 概要
似たようなものにバーター症候群 (Bartter syndrome）がある。(バーター症候群は低カリウム血症＆低マグネシウム血症を引き起こす先天性尿細管機能障害。)
低マグネシウム血症は、眠気、脱力、吐き気、嘔吐、人格の変化を引き起こす。故に、ギテルマン症候群患者にそういった症状が見られる事がある。